# Крута Долина
Крута́ Доли́на (до 1946 року - Хами) —село в Україні, у Жовківській міській громаді Львівського району Львівської області.

## Історія
Крута Долина була присілком села Руда-Крехівська.
12 червня 2020 року, відповідно до розпорядження Кабінету Міністрів України № 718-р «Про визначення адміністративних центрів та затвердження територій територіальних громад Львівської області», село увійшло до складу Жовківської міської громади.
19 липня 2020 року, в результаті адміністративно-територіальної реформи та ліквідації Жовківського району, село увійшло до складу новоствореного Львівського району.